# This Love (canção de Maroon 5)
"This Love" é o segundo single da banda norte-americana Maroon 5, lançada em 27 de janeiro de 2004, de seu primeiro álbum, Songs About Jane (2002). A sua letra refere-se ao término do relacionamento de Adam Levine com sua então ex-namorada. O mesmo revelou que a canção foi escrita no "momento mais emocionalmente difícil" de sua vida.
O Maroon 5 apresentou a canção no The Tonight Show with Jay Leno, em 2007. "This Love" foi a canção de maior sucesso no mundo em 2004, de acordo com a United World Chart. Foi incluída na trilha sonora da telenovela Senhora do Destino.

## Backgrond
"This Love" foi o segundo single do álbum de estreia do Maroon 5 em 2002, Songs About Jane. Em uma entrevista à MTV News em agosto de 2002, Levine revelou que escreveu a canção no dia em que sua namorada se mudou depois que eles se separaram. Em outra entrevista, Levine revelou que a canção foi escrita no "momento mais emocionalmente difícil" de sua vida. Ele também acrescentou: "Eu estava em um relacionamento que estava terminando, mas eu estava muito animado do outro lado porque a banda estava prestes a fazer o álbum e eu estava em êxtase por entrar no estúdio. Ela estava literalmente deixando a cidade em poucos dias de mim escrevendo a letra de 'This Love', então eu estava em condição emocional privilegiada para escrever uma canção com esse tipo de conflito.

## Música e letra
Durante o desenvolvimento da camção, a banda admitiu que foi influenciada pelo músico  Stevie Wonder. Composto em tom de dó menor, tem um compasso 4/4 e é tocado a 95 batidas por minuto. O introdução possui um ostinato carregado pelo piano O Maroon 5 admitiu que "This Love" é fundamentalmente uma canção pop rock. A música apresenta uma linha de guitarra rock e é considerada uma canção soul pop rock e rock alternativo. De acordo com Johnny Loftus do Allmusic, seu estilo tem "uma canalização estratégica de ritmos R&B vintage para a dinâmica otimista do pop". Loftus também comentou que a canção destaca o "falsete burlesco sobre ostinato, a base sólida do piano e a percussão programada e ao vivo, harmonias vocais esganiçadas e [...] sintetizadores servem como contrapeso.” O crítico afirmou que as letras são“ carregadas sexualmente "I tried my best to feed her appetite / To keep her coming every night / So hard to keep her satisfied ("Eu tentei o meu melhor para saciar seu apetite / fazê-la ter orgasmo todas as noites / [Foi] tão difícil satisfazê-la.") Steve Morse, crítico do Boston Globe, descreveu seu Parece "a história [contada através] do rock - mas também do soul sobre o rompimento de um relacionamento." Meghan Bard, do Daily Campus, acrescentou que a canção tem" vocais "Stevie Wonderescos" e uma batida funky de R&B.
Em uma entrevista para a Rolling Stone, quando questionado sobre os versos "Sinking my fingertips into every inch of you" (afundando meus dedos em cada centímetro de você), Levine respondeu: "Sim, isso mesmo. Sexual, ok. Eu estava tão cansada das falas típicas como 'Ooh baby' e 'Eu te amo' e todas aquelas merdas vagas. Achei que ser mais explícito sem ser explícito era uma boa aproximação. As meninas podem se divertir e meus avós iriam à sua mente. Mas eu bateria na minha ex-namorada como uma tonelada de tijolos. Foi perfeito." Ele também comentou como a MTV exibiu uma versão editada da música para o vídeo, em que a palavra Coming foi removida da frase Keep She Coming (procurando ela todas as noites). Levine disse sobre isso:“ A MTV agora editou o carta.Eles não me deixam dizer "Keep her coming every night" (Faça ela vir todas as noites), eles tiraram o  sinking (afundar) de "sinking my fingertips" ("afundar as pontas dos meus dedos"). Parece a China comunista. É totalmente bizarro."

## Faixas
CD Single
- 1- "This Love" (Versão do Álbum)
- 2- "Harder to Breathe" (Versão Acústica)
- 3- "The Sun" (Versão Acústica)

## Videoclipe
O videoclipe de "This Love" mostra o líder vocal da banda, todos adoraram a música foi uma das mais famosas trocadas em 2004 muito importante para a grande cadeira desses ídolos da música que fazem muito sucesso, Adam Levine, com sua então namorada, a modelo Kelly McKee, em longas cenas de sexo. O vídeo usa alguns ângulos de câmera estratégicos e Kelly está vestindo o mínimo possível de roupa de modo que mostre o máximo possível de seu corpo, sem é claro revelar as partes genitais, sendo então alvo de ações da FCC. Uma versão do vídeo com algumas flores geradas por computador, que "cobrem" as cenas mais picantes do clipe, foi criada para os mercados mais conservadores. Quando perguntando sobre o que acha a respeito disso, Levine comentou, "Isso é ridículo!" O baixista Madden declarou que essa foi "uma reação absurda."

## Desempenho nas paradas
"This Love" foi o segundo hit top 20 mundial do Maroon 5 e o primeiro top 5 nos Estados Unidos, atingindo a posição #5 na parada musical do país.